# ملعب إرغيليو هاتو
ملعب إرغيليو هاتو هو ملعب متعدد الاستخدام يقع في يلمستاد عاصمة جزر الأنتيل الهولندية . غالبا ما يتم استخدامه لمباريات كرة القدم . يسع الملعب لجلوس 15 ألف متفرج . يعتبر الملعب الرسمي الذي يخوض فيه منتخبي جزر الأنتيل الهولندية وكوراساو مبارياتهما الدولية .